# Acalypha explorationis
Acalypha explorationis é uma espécie de flor do gênero Acalypha, pertencente à família Euphorbiaceae.